# Flujo desarrollado
Se entiende como 
Considerar el flujo a través de un conducto bidimensional formado entre dos placas paralelas. La velocidad en la entrada es uniforme. En esta situación las capas límite crecen en la dirección del flujo hasta que llega un punto (X) en el que se encuentran. Este punto X divide el flujo en dos partes: aguas arriba de éste es la región de entrada y aguas abajo es la región de flujo desarrollado.
Las características de fricción y de transferencia de calor en la región de entrada son similares a las encontradas en los flujos externos de capa límite.
Análogamente se puede definir un flujo desarrollado térmicamente y una región de entrada térmica. En este caso la variable del perfil que se debe mantener constante es la temperatura adimensional definida como:
{\displaystyle {\frac {T_{0}(x)-T(r,x)}{T_{0}(x)-T_{m}(x)}}}
En donde:
- T0(x) es la temperatura de la pared función de la coordenada de dirección del flujo x.
- T(r,x) es la temperatura del fluido función de la coordenada de dirección del flujo y la perpendicular a esta r, por ejemplo radial.
- Tm(x) es la temperatura media del fluido función de la coordenada x.

Cuando se considera que el desarrollo hidráulico y térmico se producen al mismo tiempo el factor de comparación entre longitudes de región de entrada es el número de Prandtl (Pr). Así cuando Pr>1 la capa límite térmica se desarrolla más lentamente que la hidráulica y la región de entrada térmica es más larga. Lo contrario ocurre cuando Pr<1.
- Datos: Q5863338